# Juan Gómez Belmonte
Juan Gómez Belmonte (Almería, marzo de 1942-Almería, 11 de enero de 2020) fue un cantaor español de flamenco.

## Biografía
Juan Gómez nació en el barrio almeriense de Pescadería en una familia paya de aficionados al flamenco. Fue hijo de Ramón Gómez, pescador oriundo de Isla Cristina (Huelva, y de Catalina Belmonte, de la localidad almeriense de Carboneras; su hermano José, conocido como José el Gordo, fue también cantaor.
Sus referencias fueron los cantes de José Cepero, Corruco de Algeciras, Pepe Palanca, Pepe Pinto o  el Sevillano, que llegaban de boca en boca a las reuniones familiares en el barrio y a las tabernas del puerto de Almería, desde Algeciras entre otros lugares. Se dedicó profesionalmente al pescado y solía cantar con otros aficionados en el bar Góngora de Pescadería. 
Empezó a cantar con 14 años. En ese tiempo ganó el primer premio de un concurso de cante organizado por el Club Ónice de Almería, celebrado en la plaza de San Sebastián de la capital, al que siguieron otros, como el concurso de Radio Juventud llamado Cantando se va a la fama, que ganó con 15 años.
Cantó en la Peña El Taranto, la decana de la provincia de Almería, en diciembre de 1970 e intervino en el Festival de Flamenco de Almería por primera vez en 1971, participando además en el concurso nacional de saetas que organiza la peña. En 1972 trabajó en el tablao Los Gallos de Sevilla. Representó a Almería en la primera edición del concurso convocado por la Confederación de Peñas andaluzas y, posteriormente, en el Festival de Flamenco de Jerez. Fue asimismo premiado en las ediciones de 1992 y 1994 del Concurso Nacional de Flamenco de Dalías.
Juan Gómez fundó en 1968, junto con su hermano, uno de las primeras peñas flamencas de Almería, Los Tempranos, y, en 1989, junto con otros artistas almerienses, el cuadro flamenco Nuestras Fuentes. Intervino en la película "El hombre que perdió su sombra", del director suizo Alain Tanner (1991).
Entre sus incontables actuaciones en solitario, cabe reseñar su participación en el Festival Homenaje al Taranto del Colegio Mayor San Juan Evangelista de Madrid, donde compartió escenario con Camarón de la Isla en el que sería el último concierto de este..
Conocedor de los cantes del Niño Gloria, Palanca, Sotelo, el Chocolate, Manuel Vallejo y Antonio Chacón, compartió escenario con coetáneos como Fosforito, Terremoto o Antonio Mairena y mantuvo una estrecha relación con Tomatito y José Mercé. Destacó en el cante por seguiriya y por tarantos.
En 2008 grabó con Discos Probeticos, el sello de Enrique Morente, su primer y único disco, Flamenco cabal, con la guitarra de Antonio Luis López.

## Discografía
- Flamenco cabal (La Hidra de Lerna/Discos Probeticos, 2008)[7]